# Parafia Niepokalanego Poczęcia Najświętszej Maryi Panny w Mińsku
Parafia Niepokalanego Poczęcia Najświętszej Maryi Panny w Mińsku – rzymskokatolicka parafia znajdująca się w archidiecezja mińsko-mohylewskiej, w dekanacie Mińsk-Zachód, na Białorusi. Parafię prowadzą księża marianie.

## Historia
Parafia znajduje się w dzielnicy Sucharewo. Posiada tymczasową kaplicę przy ul. Władimira Łobanoka. Planowana jest budowa kompleksu kościelnego. Przy parafii działają ruchy: Matki w modlitwie, Eucharystyczny Ruch Młodych, Ruch Focolare. 

## Proboszczowie parafii
| imię i nazwisko             | daty urzędowania |
| --------------------------- | ---------------- |
| o. Aleksander Żarnasek MIC  | 2007 – 2008      |
| o. Aleksander Szamrycki MIC | 2008 -           |